# Толмінске Равне
Толмінске Равне (словен. Tolminske Ravne) — поселення в общині Толмин, Регіон Горишка, Словенія. Висота над рівнем моря: 913 м. Розміщене на пагорбах на північний схід від Толміна.